# Maramangalathupatti
Maramangalathupatti é uma vila no distrito de Salem, no estado indiano de Tamil Nadu.

## Demografia
Segundo o censo de 2001,  Maramangalathupatti  tinha uma população de 11,378 habitantes. Os indivíduos do sexo masculino constituem 51% da população e os do sexo feminino 49%. Maramangalathupatti tem uma taxa de literacia de 69%, superior à média nacional de 59.5%: a literacia no sexo masculino é de 74% e no sexo feminino é de 63%. Em Maramangalathupatti, 11% da população está abaixo dos 6 anos de idade.